# Astreopora macrostoma
Astreopora macrostoma is een rifkoralensoort uit de familie van de Acroporidae. De wetenschappelijke naam van de soort is voor het eerst geldig gepubliceerd in 1984 door Veron & Wallace.